# Lembopteris puella
Lembopteris puella är en fjärilsart som beskrevs av Butler 1898. Lembopteris puella ingår i släktet Lembopteris och familjen snigelspinnare. Inga underarter finns listade i Catalogue of Life.